# Welmbüttel
Welmbüttel est une commune allemande du Schleswig-Holstein, située dans l'arrondissement de Dithmarse (Kreis Dithmarschen), à dix kilomètres à l'est de la ville de Heide. Welmbüttel est l'une des 34 communes de l'Amt Kirchspielslandgemeinden Eider dont le siège est à Hennstedt.